# Georg Stoopendaal
Georg Vilhelm Stoopendaal född 13 december 1866 i Jönköping, död 27 januari 1953 i Björketorps församling, Älvsborgs län, var en svensk målare och tecknare. 
Stoopendaal genomgick ingen konstnärsutbildning, utan var helt autodidakt. Han har främst utfört landskapsmålningar från Bohuslän och stilleben. Som tecknare publicerades han i Ny illustrerad tidning och i USA 1893–1898. Han finns representerad på Nationalmuseum och Göteborgs konstmuseum.
Konstnärsfamiljen Georg och Anna Stoopendaal flyttade till Hindås 1921, då närmast från Härryda, och var verksamma där i många år. I Hindås bosatte de sig med sin son Wilhelm på fastigheten Elvhem, för att så småningom bosätta sig på Hindås gård. Sonen Wilhelm blev i tidiga år kallad "Moses", vilket så småningom formades till "Mosse". Mosse Stoopendaal blev vida känd, främst som naturmålare. Mosse präglades redan i unga år av sin far Georgs måleri.
Flera i släkten var konstnärligt aktiva, till exempel Jenny Nyström, som var gift med Georgs bror Daniel. Anna Stoopendaal var även hon konstnär, liksom Georgs  bror Ferdinand Stoopendaal. 
Georg Stoopendaals tavlor med arbetshästar i olika miljöer är väl de som är mest eftertraktade i hans produktion. Han var en duktig illustratör och han har illustrerat ett flertal bokverk. En tid var han bosatt i Amerika där han arbetade som illustratör, och han har bland annat dokumenterat amerikanska urfolk.